# Coro della Portella
Il Coro della Portella è un coro maschile a quattro voci pari nato nel 1982 a Paganica (L'Aquila) in occasione di un raduno degli Alpini, dedito alla diffusione del canto popolare italiano, in particolare abruzzese. 
Il nome è riferito alla Portella (letteralmente "piccola porta"), passo storico del gruppo montuoso del Gran Sasso.

## Storia
Il Coro della Portella si è formato nel 1982 a Paganica (L'Aquila), durante un raduno degli alpini, grazie al contributo amatoriale di una trentina di cantori e di un direttore autodidatta, uniti dalla comune passione per il "canto di montagna".
Da allora ha tenuto circa 900 concerti in Italia e all'Estero (Germania, Austria, Svizzera, Polonia, Stati Uniti e Canada), partecipando a manifestazioni musicali di grande prestigio e qualificandosi come uno dei migliori interpreti del canto popolare italiano, più in particolare Abruzzese.
È intervenuto in varie trasmissioni radiotelevisive, tra le quali "Radiotre suite", i "Concerti del Quirinale", "Porta a porta", “Il dodicesimo presidente”, “La Prova del Cuoco”, tutti in diretta Rai. 
Ha inoltre prodotto 7 CD ed ha pubblicato una raccolta di canti popolari italiani, intitolata "Belle rose", armonizzati dal noto compositore Teo Usuelli. 
Nel 2011 è stato riconosciuto come "Coro di interesse nazionale" dal Ministero per i Beni e le attività culturali, anche in considerazione della tenacia e dell'impegno profuso dopo il sisma che ha colpito la città dell'Aquila e che ha visto il coro particolarmente attivo nelle varie tendopoli della città.
In 40 anni di ininterrotta attività, il coro ha mantenuto intatto lo spirito originario che traspare dal suo stesso nome. 
La Portella, infatti, è sia una montagna che un valico del Gran Sasso d'Italia, e cioè a dire una meta da raggiungere, ma anche - e soprattutto - un tramite fra genti diverse.

## Concerti
Il coro ha tenuto innumerevoli concerti, soprattutto in Abruzzo ma anche in altre regioni italiane e all'estero:
- 1990 tre concerti nell'ambito della manifestazione internazionale "Avvento a Vienna".
- 1993 ha cantato alla presenza di Sua Santità Giovanni Paolo II.
- 1994 ospite di alcune trasmissioni radiotelevisive (RaiDue RadioTre) ed è stato invitato in Campidoglio al Roma-Europa Festival.
- 1996 ospite a Bayreuth dell'associazione tedesca dell'alta Franconia.
- 1997 ospite della nota trasmissione televisiva Porta a Porta.
- 1997 auditorium RAI di Torino.
- 1997 invitato a tornare in Germania nella cittadina di Rottweil.
- 1998 tournée negli Stati Uniti e Canada.
- 1999 ha cantato al Goethe Institut di Roma, nell'ambito della manifestazione internazionale "Musica e scienza".
- 2001 nuova tournée in tutto il Canada.
- 2003 tournée in Svizzera nelle città di Lucerna e Zurigo dove si è esibito per la comunità italiana.
- 2004 unitamente all'orchestra Sinfonica Abruzzese si è esibito per l'anno internazionale della montagna.
- 2006 ha tenuto un concerto al Quirinale, trasmesso in diretta Euroradio da RadioRai.
- 2007 ha effettuato diversi concerti a Praga, Zielona Góra e Vienna, esibendosi, tra le altre, nella cappella di Santa Elisabeth nella Chiesa di San Francesco.
- 2008 ha cantato presso la Camera dei deputati a Palazzo Montecitorio Roma in occasione del Concerto di Natale della coralità di montagna, alla presenza del Presidente della Camera Gianfranco Fini.
- 2009 e 2010 tendopoli post sisma e Italia (Roma, Alessandria, Bologna, Parma, Lecco, Reggio Emilia, Trento, Pordenone, Modena, Vicenza, Bari, Benevento, Bolzano).
- 2015 “Il dodicesimo presidente” (Rai Tre), “La Prova del Cuoco” (Rai Uno), 1º Concorso Nazionale Luigi Pigarelli (Arco - Trento), 35^ Rassegna "La tradizione e il canto popolare" (Sacile - Pordenone)
- 2016 è stato invitato dal CIDIM di Roma a tenere un prestigioso concerto nel Cortile della Pigna in Vaticano. Inoltre ha collaborato con la Società dei Concerti Barattelli all'organizzazione di un concerto del Coro della S. A. T. Introducendo anche la manifestazione.
- 2017 nell'ambito della storica rassegna "Quel mese d'aprile", ha ospitato il Coro dei Crodaioli, diretti da Bepi De Marzi.
- 2018 ha effettuato una trasferta a Mantova e ha pubblicato il CD La sera dei baci - Canti di guerra e d'amore nell'anniversario del primo conflitto mondiale.
- 2019 ha registrato l'inno del Paganica Rugby per il documentario Figli di nessuno, nel cinquantenario della squadra, ed il "Coro a bocca chiusa" dalla Madama Butterfly per la colonna sonora del docufilm Onna - Anno X, entrambi del regista Francesco Paolucci.
- 2020 Dopo una bella trasferta in Molise a Castenuovo al Volturno, il diffondersi della pandemia del Covid 19 rallentava fortemente l'attività del gruppo, che riusciva comunque a cantare altre 3 volte nel corso dell'anno, con le mascherine e con formazione distanziata, all'interno delle chiese di Paganica.
- 2021 Con le stesse precauzioni e modalità sperimentate nel 2020, il coro ha cantato ben 16 volte nel corso dell'anno, riuscendo a ottenere anche un onorevolissimo 4º posto, nella sezione canto popolare, al 54º Concorso nazionale di Vittorio Veneto.

## Soci Fondatori
Rossi Vincenzo, De Simone Corrado Oscar, Forcellini Luigi, Gallucci Corrado, Giangiuliani Giovanni, Sparano Vincenzo, Mastracci Rinaldo, Carrozzi Tito, D'Ercole Alfredo, Spagnoli Ennio, Fogola Fabrizio, Spagnoli Antonio, Casilli Antonello, Rossi Giovanni, Ferella Enrico, Casilli Lauro, Capannolo Matteo, Bernardi Vermondo, Scipioni Marcello, Carrozzi Angelo, Casilli Renato, Imperatori Stefano, Coppola Ulrico, Fiordigigli Vincenzo, D'Andrea Gaetano, Rispoli Beniamino, Fiordigigli Alfredo, Iezzi Rocco Dante, Vecchioni Sante, Castellano Gino, Ventura Antonio, Galletti Fernando, Ferella Antonio, Carrozzi Pasquale, Scipioni Dante, Rotellini Giuseppe, Vivio Vincenzo.

## Cantori
Tenori primi:
Maurizio Aloisio, Pasquale Carrozzi, Fabrizio Castri, Mauro Castri, Daniele Chiarizia, Emiliano Cocciolone, Mario Cocciolone, Domenico Colapelle, Mario Ferella, Gianfranco Marotta, Walter Mattei, Gianvito Pappalepore, Vincenzo Sparano, Luigi Zigrossi
Tenori Secondi:
Francesco Bergamotto, Dario Castri, Alberto Civisca, Pierluigi Etere, Andrea Fiordigigli, Augusto Manilla, Ennio Spagnoli, Antonello Venti, Bruno Venti,
Baritoni:
David Adduci, Antonello Casilli, Lauro Casilli, Marco Gallucci, Piero Priore, Giuseppe Rotellini, Davide Russo, Franco Volpe,
Bassi:
Marcello Casilli, Renato Casilli, Gino Castellano, Pasqualino Spezza, Vincenzo Tunno, Stefano Volpe, 

## Opere
Nel 2005 il gruppo ha pubblicato un libro di canti popolari italiani armonizzati da Teo Usuelli, dal titolo Belle Rose.
I lavori discografici del Coro della Portella di L'Aquila sono:
- 1993 Cantata di Natale - Raccolta di brani natalizi registrati in ambiente naturale, inciso nella Basilica di S. Maria di Collemaggio il giorno 8 dicembre 1993;
- 1994 So' sajitu ajiu Gran Sassu - Raccolta di canti popolari abruzzesi;
- 1999 Quel mese d'Aprile - Raccolta di canti degli alpini;
- 2003 Ninna nanna de Natale - Canti popolari, natalizi e di montagna. Disco edito dal quotidiano il Centro i cui ricavi sono stati devoluti al reparto di ematologia dell'ospedale di Pescara.
- 2012 Coro della Portella - Concerto per il trentennale (registrazione live);
- 2015 Il volo dell'Aquila - Composizione originale di Mario Lanaro su testo di Francesco Laurini (CD singolo + DVD);
- 2018 La sera dei baci - Canti di guerra e d'amore nell'anniversario del primo conflitto mondiale.